# Medienkunstforschung
Die Medienkunstforschung (englisch auch Media Art Histories) ist eine interdisziplinäre Forschungsrichtung, welche die Geschichte der Medienkunst, der Digitalen Kunst sowie der elektronischen Künste innerhalb eines kunst-, medien-, technologie- und wissenschaftshistorischen Rahmens untersucht. Einerseits zeichnet sie das kulturhistorisch spezifische Zusammenwirken von Kunst, Wissenschaft und Technologie nach, d. h. verschiedene Forschungsprojekte fokussieren auf den Schnittpunkt von Kunst, Wissenschaft und (moderner) Technologie; andererseits verfolgen die Vertreter, die dieser Forschungsperspektive zuzurechnen sind, das Ziel historische Bezüge und Formen des „Nachlebens“ (Aby Warburg) in der Medienkunst historisch vergleichend offenzulegen, etwa anhand von Fragen der Wahrnehmungs- und Mediengeschichte oder gewisser Archetypen, der Ikonografie und der Ideengeschichte.
Der Begriff der Medienkunst (engl. New Media Art) spielt hierbei eine zentrale Rolle. Im Allgemeinen handelt sich bei der New Media Art um Kunstformen, die auf neue Medien zurückgreifen und insbesondere mittels digitaler Technologien produziert, modifiziert und/oder vermittelt werden. Der überwiegende Teil der Autoren hebt insbesondere die Aspekte der Interaktivität, Prozesshaftigkeit, Multimedialität und Echtzeit (engl. Real-time) vor. Im Anschluss an Christiane Paul liegt der Schwerpunkt auf künstlerischen Praxen, die ihre technologisch-medialen Voraussetzungen – Stichwort Selbstreferentialität – sowie deren kulturellen, politischen und ästhetischen Möglichkeiten in den Vordergrund der künstlerischen Auseinandersetzung stellen. Somit sind die Medien, die hier zur Anwendung kommen, nicht Träger von Bedeutung, sondern konstitutiv für die Bedeutung des Werkes selbst – im Gegensatz, so Paul, zu künstlerischen Arbeiten, die digitale Technologien einzig als Werkzeug oder ‚tool‘ gebrauchen. Darüber hinaus ist der Bereich der New Media Art mittlerweile immer stärker beeinflusst von sogenannten „neuen“ Technologien, die nur im weiteren Sinne als Medien zu bezeichnen sind, wie der Biotechnologie, die dem Paradigma der New Media Art als primär immaterielle, objektlose und  prozesshafte Kunstform entgegenstehen. Demgemäß bezeichnet der Ausdruck New Media Art kein homogenes Feld, sondern einen Bereich der Kunstproduktion, der sich mittels einer Betonung des technologisch Neuen auf eine (explizite) Differenzierung von tradierten Medien stützt. Eine Auflistung der Genres, die gemeinhin der New Media Art zugeordnet werden, verdeutlicht deren Heterogenität und Spannweite, so z. B. Virtual Art, Software Art, Internet Art, Game Art, Glitch Art, Telematic Art, Bio Art, Interactive Art, Computeranimation und -grafik, wie auch das Zusammenspiel von Kunst und Aktivismus immer stärker hervortritt, so z. B. im Hacktivism und Tactical Media.

## Forschungsressourcen, -projekte und -foren
Institutionell erstreckt sich die Medienkunstforschung über diverse Organisationen, Archive, Forschungseinrichtungen sowie private Initiativen. Bereits früh standen deren Akteure im Austausch mittels digitaler Kommunikationskanäle, allen voran Mailinglisten, die immer noch eine wesentliche Plattform darstellen, wie bspw. nettime oder rohrpost.
Mitte der 1990er Jahre wurden die ersten Online-Datenbanken gegründet, darunter das an der Society for the Histories of MediaArt, Science and Technology in Wien und Berlin ansässige wissenschaftliche Archive for Digital Art (früher Database for Digital Art), die New Yorker Plattform Rhizome und (bis 2005) Netzspannung. Zu nennen sind weiters das Bremer Datenbank-Projekt Compart, das sich auf die Frühzeit der Computerkunst spezialisiert, sowie die kollaborative Text-Plattform Monoskop. Von Interesse sind darüber hinaus (physische) Archive, die Artefakte der Medien-, Kunst- und Technikgeschichte sammeln, wie etwa die Sammlung Werner Nekes oder spezielle kunsthistorische Sammlungsbereiche wie Wunderkammern und -kabinette, wie etwa im Kunsthistorischen Museum oder dem Museum of Photography in Tokio.
Zahlreiche wichtige Forschungsinitiativen und -projekte, viele davon drittmittelfinanziert, mussten ihre Tätigkeit aufgrund einer begrenzten Projektlaufzeit oder beschränkter finanzieller Ressourcen bereits einstellen, darunter das Ludwig Boltzmann Institut – Medien.Kunst.Forschung, die Daniel Langlois Foundation for Art, Science, and Technology, und, damit verbunden, die The DOCAM Research Alliance und Medien Kunst Netz / Media Art Net. Auf diese Problematik machte die Liverpool Declaration aufmerksam und forderte dahingehend eine verstärkte Zusammenarbeit zwischen kulturellen und staatlichen Institutionen sowie eine Verstärkung der finanziellen und institutionellen Ressourcen für die Erforschung von Medienkunst.
Museen und Forschungseinrichtungen, die sich auf New Media Art spezialisieren, stellen weiterhin eine Ausnahme im Ausstellungsbetrieb dar, etwa das ZKM – Zentrum für Kunst und Medientechnologie Karlsruhe oder spezielle Sammlungs- und Ausstellungsschwerpunkte im Whitney Museum, dem New York Museum of Modern Art oder auch dem Walker Art Center. Daneben entstanden immer mehr kleinere Museen und Galerien, die sich vermehrt der New Media Art insgesamt oder Teilbereichen zuwenden, so etwa das Berliner DAM – Digital Art Museum.
In den letzten Jahren gab es einen deutlichen Anstieg von Festivals und Konferenzserien, die sich der New Media Art widmeten und die sich neben die profilierten Festivals wie der Linzer Ars Electronica, der Berliner Transmediale, der ISEA (Inter-Society for the Electronic Arts) und SIGGRAPH (Special Interest Group on Graphics and Interactive Techniques) zu etablieren versuchen.
Um den intellektuellen Austausch zwischen den einzelnen Disziplinen und Wissenschaftsakteuren zu forcieren, wird seit 2005 eine Konferenzserie veranstaltet, die alle zwei Jahre unter dem Titel International Conference on the Histories of Media Art, Science and Technology durchgeführt und wechselnde internationale Veranstalter sowie Veranstaltungsorte mittlerweile auf drei Erdteilen hat. Mit den verschiedenen Institutionen, welche die Veranstaltung durchführen, gehen auch wechselnde Themen einher, so z. B. Re:fresh (Banff 2005), Re:place (Berlin 2007), Re:live (Melbourne 2009), Re:wire (Liverpool 2011), Re:new (Riga 2013), Re:create (Montreal 2015), Re:Trace (Vienna/Krems 2017), Re:Sound (Aalborg 2019) und Venedig 2023.

## Forschungsperspektive
Obwohl im Bereich der Kulturpolitik fortwährend ein Bemühen um eine Forcierung der Medien- und Bildkompetenzen zu erkennen ist, besteht dennoch ein Mangel hinsichtlich des Wissens über die Ursprünge audio-visueller Medien, denn selbst die Forschungen zu den neuen Medien sind gekennzeichnet von einem Gedächtnisverlust, der die Anfänge aktueller Medienentwicklungen und ihre Genealogie teilweise außer Acht lässt.
Dementsprechend ist es ein Anliegen der Medienkunstforschung, ein Bewusstsein dafür zu schaffen, dass die gegenwärtigen Veränderungen der Medien- sowie der Kunstforschung, die zwar gänzlich neue Technologie verwendet und auch eine Vielzahl bislang neuer visueller, haptischer und auditiver Ausdrucksformen entwickelt hat, ohne Kenntnis der Kunst-, Medien- und Wissenschaftsgeschichte nicht ausreichend erfasst werden kann. Medienkunstforschung setzt sich demnach für ein historisch fundiertes Wissen über zeitgenössische Phänomene der Medienkultur ein sowie für Kompetenzen im Bereich der aktuellen Kunsttheorie, Medienwissenschaft und Medientechnologien. Dieser Zugang kann in entscheidender Weise zum Verständnis aktueller Medienkulturen in ihrer gesellschaftslenkenden und -formenden Funktion beitragen. Insbesondere die Kunstgeschichte bietet mit der Geschichte der Illusions- und Immersionsmedien, der Ideen- und Bildgeschichte künstlichen Lebens oder der Traditionslinie der Telepräsenz Subgeschichten der gegenwärtigen Medieninnovationen. Aus kulturhistorischer Perspektive gilt es außerdem hervorzuheben, dass Medien in einem engen Wechselverhältnis zu (individueller) Wahrnehmung und zu politischen, gesellschaftlichen Fragestellungen stehen.
Aufgrund der interdisziplinären Ausrichtung der Medienkunstforschung zeichnet sich das Feld durch eine Vielzahl von Akteuren aus, die in verschiedenen Wissenschaftsdisziplinen verankert sind. Beiträge die gemeinhin der Medienkunstforschung zugerechnet werden stammen aus der Wissenschaftsgeschichte (Lorraine Daston, Timothy Lenoir), der Kunst- und Bildwissenschaft (Oliver Grau, Barbara Stafford, Dieter Daniels, Slavko Kacunko, Edward Shanken, Gunalan Nadarajan, Linda Henderson Andreas Broeckmann, Jonathan Crary, Horst Bredekamp, Peter Weibel, Hans Belting), der Medienforschung und -archäologie (Friedrich Kittler, Erkki Huhtamo, Jussi Parikka, Wolfgang Ernst, Siegfried Zielinski, Stephan Oettermann, Lew Manowitsch), den Sound Studies (Douglas Kahn), der Filmwissenschaft (Sean Cubitt, Ryszard Kluszczyński), sowie der Informatik (Frieder Nake).

## Belege
1. ↑  Sean Cubitt und Paul Thomas. eds. 2013. Relive: Media Art Histories. Cambridge/Mass.: MIT-Press.
2. ↑  Oliver Grau. ed. 2007. MediaArtHistories. Cambridge: MIT-Press.
3. ↑  Rudolf Frieling und Dieter Daniels. eds. 2004. Media Art Net 1: Survey of Media Art. New York/Vienna: Springer.
4. ↑  Stephen Wilson. 2002. Information Arts. Intersections of Art, Science, and Technology Cambridge: MIT Press.
5. ↑  Stephen Wilson. 2010. Art + Science Now. London: Thames & Hudson.
6. ↑  Henderson, Linda. 1983. The Fourth Dimension and Non - Euclidean Geometry in Modern Art . Princeton: Princeton University Press.
7. ↑  Oliver Grau. 2003. Virtual Art: From Illusion to Immersion. Cambridge: MIT Press.
8. ↑  Michael Rush. 2005. New Media in Art. London: Thames & Hudson
9. ↑  Mark Tribe, Reena Jana und Uta Grosenick. 2006. New Media Art. Köln: Taschen.
10. ↑  Edward A. Shanken. 2009. Art and Electronic Media. London: Phaidon Press.
11. ↑  Christiane Paul. 2003. Digital Art. New York: Thames and Hudson.
12. ↑  Oliver Grau. 2003. Virtual Art: From Illusion to Immersion. Cambridge: MIT Press.
13. ↑  Frank Popper. 2007. From Technological to Virtual Art. Cambridge: MIT Press.
14. ↑  Andreas Broeckmann. “Software Art Aesthetics.” In Mono 1, edited by FBAUP Porto (July 2007), 158-167.
15. ↑  Charlie Gere. ed. 2006. White Heat, Cold Logic: Early British Computer Art. Cambridge: MIT Press/Leonardo Books.
16. ↑  Hannah Higgins und Douglas Kahn. eds. 2012. Mainframe Experimentalism: Early Computing and the Foundations of the Digital Arts. Berkeley: University of California Press.
17. ↑  Grant D. Taylor. 2014. When the Machine Made Art: The Troubled History of Computer Art. New York: Bloomsbury.
18. ↑  Rachel Greene. 2004. Internet Art. London: Thames & Hudson.
19. ↑  Julian Stallabrass. 2003. Internet Art: The Online Clash of Culture and Commerce. London: Tate.
20. ↑  Stephan Schwingeler. 2014. Kunstwerk Computerspiel – digitale Spiele als künstlerisches Material: eine bildwissenschaftliche und medientheoretische Analyse. Bielefeld: transcript.
21. ↑  John Sharp. 2015. Works of Game. On the Aesthetics of Games and Art. Cambridge: MIT Press.
22. ↑  Jon Cates. “Re: Copying-IT-RIGHT-AGAIN.” In Relive: Media Art Histories, edited by Sean Cubitt and Paul Thomas, 337–345. Cambridge: MIT Press, 2013.
23. ↑  Rosa Menkman. 2011. The Glitch Moment(um). Amsterdam: Institute of Network Cultures.
24. ↑  Roy Ascott. 2003. Telematic Embrace: Visionary Theories of Art, Technology, and Consciousness (edited by Edward A. Shanken). Berkeley: University of California Press.
25. ↑  Oliver Grau. “Telepräsenz. Zu Genealogie und Epistemologie von Interaktion und Simulation.” In Formen interaktiver Medienkunst. Geschichte, Tendenzen, Utopien, edited by Peter Gendolla, 19-38. Frankfurt am Main : Suhrkamp, 2001.
26. ↑  Eduardo Kac. 2005. Telepresence and Bio Art. Ann Arbor: University of Michigan Press Press.
27. ↑  Ken Goldberg. Ed. 2000. The Robot in the Garden: Telerobotics and Telepistemology in the Age of the Internet. Cambridge: MIT Press.
28. ↑  Suzanne Anker und Dorothy Nelkin. 2004. The Molecular Gaze: Art in the Genetic Age. Cold Spring Harbor, N.Y.: Cold Spring Harbor Laboratory Press.
29. ↑  George Gessert. 2010. Green Light: Toward an Art of Evolution. Cambridge: MIT Press.
30. ↑  Jens Hauser. “Bioart – Taxonomy of an Etymological Monster.” In Hybrid: Living in a Paradox. (Ars Electronica 2005), edited by Gerfried Stocker and Christiane Schöpf, 181-192. Ostfildern-Ruit: Hatje Cantz, 2005.
31. ↑  Eduardo Kac. ed. 2007. Signs of Life: Bio Art and Beyond. Cambridge: MIT Press.
32. ↑  Katja Kwastek. 2013. Aesthetics of Interaction in Digital Art. Cambridge: MIT Press.
33. ↑  Christoph Klütsch. 2007. Computer Grafik: Ästhetische Experimente zwischen zwei Kulturen. Die Anfänge der Computerkunst in den 1960er Jahren. Vienna: Springer.
34. ↑  Gerfried Stocker und Christiane Schöpf. 2003. Code: The Language of Our Time: code=law Code=Art Code=Life (Ars Electronica Catalogue). Ostfildern-Ruit: hatje Cantz.
35. ↑  Rosen, Margit (Hrsg.): A Little-Known Story About a Movement, a Magazine, and the Computer's Arrival in Art. The Mit Press, Cambridge/Mass. 2011, ISBN 978-0-262-51581-8 (englisch).
36. ↑  Rita Raley. 2009. Tactical Media. Minneapolis: University of Minneapolis Press.
37. ↑  Tatiana Bazzichelli. 2013. Networked Disruption. Rethinking Oppositions in Art, Hacktivism and the Business of Social Networking. Aarhus: Digital Aesthetics Research Center.
38. ↑  http://www.fondation-langlois.org/html/e/
39. ↑  http://www.medienkunstnetz.de/
40. ↑  http://www.isea-web.org/
41. 1 2  International Conference Series on the Histories of Media Art, Science and Technology, auf mediaarthistory.org, abgerufen am 4. Oktober 2023
42. ↑  Oliver Grau. Introduction. In MediaArtHistories, edited by Oliver Grau, 1-14. Cambridge: MIT Press, 2005.